# Pierre Wemaëre
Pour les articles homonymes, voir Wemaere.
Pierre Wemaëre est un peintre français, né  le 1er octobre 1913 à Comines (Nord) et mort le 8 janvier 2010 à Versailles. 
Il repose au cimetière Saint-Louis de Versailles. Il est l'un des principaux représentants de l'abstraction lyrique, mouvement qui sera associé à la peinture non figurative de la nouvelle école de Paris. Il a également contribué au renouveau de la tapisserie par la création d'œuvres textiles.

## Biographie
Issu d'une famille bourgeoise qui s'installe à Versailles en 1923, Pierre Wemaëre s'initie à la peinture auprès du postimpressionniste Eugène Delaporte. Cherchant sa propre voie, il intègre en 1936 l'atelier parisien de Fernand Léger, maître du cubisme. Il y rencontre le Danois Asger Jorn avec lequel il se lie d'une profonde amitié.
Au cours de cette période d'apprentissage, Wemaëre peint avec Jorn et Élie Grekoff, un autre élève, la toile monumentale commandée par l'État à Léger pour l'Exposition internationale de 1937 au Palais de la découverte : Le Transport des Forces. Il commence aussi à exposer ses œuvres personnelles, à Paris et au Danemark, notamment au Salon des indépendants de 1937 et à la galerie Dam & Fønss, à Copenhague, en 1938, visite les collections d'art primitif, nouvelle source d'inspiration pour sa série Les Totems, voyage en Norvège en 1938. Au retour, dans le grenier de la maison familiale de Versailles, il crée avec Jorn une peinture murale : L’Amitié, comme en écho au Transport des Forces, mais aussi pour s'en échapper.
Wemaëre apprend de Léger l'usage des aplats de couleurs pures ainsi que le travail de la composition, mais la linéarité et l’univers mécaniciste du maître ne lui conviennent pas. Plusieurs peintures – dont bon nombre sur papier – montrent en effet qu'il regarde davantage vers l’œuvre surréaliste de Joan Miró tout en s'imprégnant du lyrisme de Vassily Kandinsky et de l'abstraction de Paul Klee. Éléments flottants, lignes sinueuses, suggestions de formes mi-figuratives, mi-abstraites, univers spontané et fabulateur… Ses traitements particuliers révèlent sa maîtrise des couleurs. Dans une note manuscrite, il écrit : « La satisfaction intellectuelle que doit donner la peinture n'est qu'une qualité seconde, il ne faut pas la faire passer en avant de la propriété première qui est, sera, et a toujours été la couleur. Kandinsky a dit : « La peinture peut exister sans l’objet, mais pas sans la couleur ». »
Désormais libéré des canons esthétiques traditionnels de son milieu social, Pierre Wemaëre s'affranchit aussi des enseignements de Léger. Son œuvre l'inscrit dans le sillage des avant-gardes : en 1939, il expose à Réalités nouvelles, galerie Charpentier. L'étape cruciale de son émancipation artistique et des tâtonnements intenses amorce son œuvre qui « nous apparaît aujourd’hui comme un parcours remarquable de recherche et d’authenticité ».
La Seconde Guerre mondiale interrompt son élan créateur. Il doit renoncer à l’invitation du collectionneur Solomon Guggenheim de le rejoindre à New York et part immédiatement sur le front. Démobilisé en août 1940, il revient à Versailles, reprend la peinture, mais peine à retrouver la liberté exprimée dès 1938 dans ses travaux sur papier. Il expérimente alors avec le tissage un nouveau moyen d’expression, rencontre l'architecte Édouard Albert avec lequel il participe au groupe des Compagnons d’Œuvre qui expose à la galerie René Drouin en 1942.
Pierre Wemaëre se marie en 1943 et s'installe à Pinson, en Normandie, où il va vivre avec ses enfants pendant dix ans. Il se construit des métiers à tisser, qu'il perfectionne, tisse des écharpes, des tissus, et explore avec inventivité les effets de matières associés aux nuances de couleurs. En témoignent Histoire d’une vie, 1945, et Petite étude de la cité, 1946, interprétées de tableaux antérieurs. Lorsqu'il vient le retrouver à l'automne 1946, Asger Jorn est enthousiasmé par sa nouvelle activité textile. Les deux amis créent alors ensemble une première tapisserie : La Lune, prélude d’une production commune, assortie d'une signature commune (« J / W »), réalisée sans carton, directement sur le métier, pour maintenir l’œuvre vivante tout au long de son tissage.
En 1953, Wemaëre s'établit définitivement à Versailles avec sa famille. Embauché par la maison Rodier qui lui laisse une grande liberté, il y fait des recherches de matières et de couleurs. La sérénité matérielle que lui apporte ce travail lui permet de se remettre à peindre avec confiance et énergie. Après Paysage bleu, 1955, la série des Envols, 1957, agit comme une catharsis. Il rencontre Christian Dotremont, qui rédige le catalogue de l’exposition de ses peintures chez Paul Facchetti, à Paris, en 1957. Le poète belge écrit : « Il part d’une sorte de forme fixe et d'essai en essai lui ajoute toutes les imperfections possibles, les gestes de la vie, les hésitations de la lumière et les tremblements des feuilles […] Cette démarche n’est pas paradoxale. Elle est le procès [sic] naturel de quelqu’un qui porte en lui un projet et qui le réalise dans le va-et-vient de la réalité. Elle est le développement d’un esprit français, mesuré, formé, qui cherche à reconnaître la démesure, l’informe de la vie. Mais il y a autre chose encore : le mouvement de quelqu’un qui cherche (comme dit Jorn) à brutaliser le raffinement. »
L'année suivante est marquée par la création avec Jorn des esquisses préparatoires à la tapisserie commandée pour le lycée d'Aarhus, Le Long Voyage, œuvre de 14 m de long sur 1,85 m de haut dont Wemaëre supervise la réalisation à Paris : il organise un atelier d’un genre nouveau, où les lissiers interprètent la maquette. Achevée en 1960, la tapisserie fait l’objet d’une exposition avant de partir définitivement pour le Danemark. Gaston Bachelard, fin exégète de Wemaëre, y voit « les longs couloirs de mes rêves » et parle de « création ouverte » pour exprimer la volonté des deux artistes de laisser les lissiers participer à la réalisation finale en leur donnant une grande liberté d’interprétation. Cette aventure atypique est le point d’orgue qui révèle l’originalité du champ d'expérimentation induit par ce travail. Pierre Wemaëre explique le processus d’exécution de leurs tapisseries, par eux-mêmes ou par un atelier : « À partir de ce moment [premières tapisseries communes], il parut évident qu’il fallait un guide pour travailler ; pas un carton à copier, mais au moins une esquisse sur laquelle on pourrait se fonder et, si nous étions deux ou plus, discuter et se repérer. Quitte, en cours de route, à modifier certaines formes ou couleurs suivant l’inspiration ou suivant l’aspect du travail déjà réalisé. Il fallait que l'œuvre restât vivante durant toute son exécution avec toutes nos erreurs mais aussi toutes nos trouvailles. Tout le problème était de ne surtout pas figer l’œuvre, qu’il n'y ait pas rupture entre le moment de sa conception et celui de son exécution. »
L'art de Wemaëre atteint pleinement sa maturité dans les années 1960. Il peint sur de grands formats où il laisse libre cours à une palette vive et riche qu'il gardera jusqu'à la fin. Il travaille en solitaire, beaucoup, et participe à de nombreuses expositions. Les opportunités se multiplient : il rencontre le marchand danois Børge Birch (de) qui l’exposera régulièrement à Copenhague pendant dix ans. Daniel Cordier et Edy de Wilde (nl) le présentent à la manifestation Kompass. Paris, carrefour de la peinture, 1945-1961, à Eindhoven, avec Alechinsky, Appel, Bazaine, Manessier, Poliakoff… Paolo Marinotti l’expose au Palazzo Grassi de Venise (Arte e Contemplazione, 1961), avec Dubuffet, Fontana, Jorn, Tàpies, Wols… Quand le Britannique Peter Cochrane crée une section d’art contemporain à la galerie Arthur Tooth & Sons (en) de Londres, il y expose régulièrement, entre 1959 et 1966, des peintures et œuvres sur papier aux côtés de celles de Appel, Corneille, Dubuffet, Jorn, Mathieu, Michaux, Riopelle, Saura, Tàpies, Wols… Pierre Wemaëre côtoie aussi le critique d’art Yvon Taillandier et se lie d’amitié avec le galeriste Willy Omme (da) qui l’expose dès 1969 à la Galerie Moderne Silkeborg. C’est dans cette ville du Jutland que l’ami Jorn avait présenté sa collection personnelle d’œuvres de Wemaëre en 1963, soit une centaine de peintures et dessins exécutés depuis 1937. Jorn avait dédicacé l’affiche de l'exposition avec cette accroche : « L’offensive des merveilles est ouverte ».
Face aux bouleversements de 1968 et à l'écrasement du Printemps de Prague, Wemaëre choisit un nouveau moyen d’expression. Il expérimente la technique plus directe des papiers collés et réalise une série d’« instantanés » de grands formats, dont Vacances anticipées et Clameurs muettes. S’ensuit une période un peu sombre où il ressent quelque difficulté à peindre exprimée dans la série Le Jour et la Nuit, 1969.
Ponctuées de commandes, d’expositions et de voyages, les décennies suivantes célèbrent la consécration du peintre. Wemaëre est d'une étourdissante activité : peintures, dessins, estampes, tapisseries, céramiques se succèdent dans un bouillonnement qui révèle sa curiosité et sa sensibilité, mais aussi sa fougue et sa capacité d’expression allégorique. Son œuvre s'affirme insolite et singulière : expressionniste, abstraite, lyrique et en même temps pétrie de cette âme française qui n’oublie pas la grâce et l'équilibre, dans une palette de couleurs très personnelles. La rétrospective que lui consacre le Kunstmuseum de Randers en 1971 suscite la série Humour. Elle est immédiatement suivie d’une autre série qu’il nomme Les Allongés, en raison des formats tout en longueur… À la mort de Jorn, le 1er mai 1973, Wemaëre, profondément bouleversé, peint une grande toile : Adieux, véritable explosion de couleurs, tandis que Le Long Voyage, œuvre majeure de la collaboration des deux amis en tapisserie, est exposée au Grand-Palais.
Parmi les nombreuses expositions, la rétrospective parisienne de 1980, à propos de laquelle Jean-Claude Carrière parle de « fécondité et exigence du recueillement », revêt une double importance : première du genre à Paris, elle offre à Wemaëre l'occasion de rencontrer les lissiers de l’Atelier 3, Frédérique Bachellerie et Péter Schönwald. C’est alors qu’il se décide à concevoir des projets de tapisseries, à partir d'ébauches confiées autrefois par Jorn et qu'il interprète, notamment par la couleur, créant ainsi deux séries d’œuvres qu’il fait réaliser successivement à Paris, par l’Atelier 3, en 1981 et 1983, dans l'esprit de la « création ouverte ». À leur propos, Jean-Clarence Lambert écrit : « Sans doute Jorn, depuis le sinistre 1er mai 1973 [mort de Jorn], n'en espérait plus tant ! […] À l'évidence, Jorn et Wemaëre se sont retrouvés à ces commencements toujours renouvelés qui sont en germe dans la couleur, quand elle est une force créante, comme disait Bachelard. » Ces vingt-deux tapisseries de grands formats, commandées par la Galerie Moderne Silkeborg, sont aussitôt exposées à Paris et au Danemark, et immédiatement dispersées dans des collections privées.
Wemaëre exécute encore des séries, notamment Les Mouks, 1992-1993, qui sont un retour à la simplification après des œuvres qu'il qualifie lui-même de « fouillées / fouillis ». Il travaille sur de grandes toiles, et aussi sur papier, à la gouache, à l’acrylique et à l'encre. Il participe aux expositions France-Danemark, à Copenhague, en 1996, et De skjulte Cobraer, à Randers, en 1997. Wemaëre n’a pas fait partie du groupe fondateur du mouvement CoBrA en 1948, mais de l'aveu même de Jorn à son ami, il était par sa peinture « un des plus CoBrA parmi nous ».
En 1998, la Ville de Paris organise au couvent des Cordeliers l’exposition rétrospective de son œuvre : Embrasement de la couleur, peintures 1935-1998, qui sera reprise par le Kunstmuseum de Silkeborg, accompagnée de la parution d’une monographie aux éditions Cercle d'Art. Déplorant depuis longtemps l’altération par la lumière de la tapisserie Le Long Voyage, exécutée quarante ans auparavant, Wemaëre propose aux autorités danoises de faire tisser par l’Atelier 3 une seconde édition, dont il supervise la réalisation. Le nouveau Long Voyage et d’autres tapisseries de Jorn / Wemaëre sont exposées en 2000 au Petit-Palais, à Paris, puis au Kunstmuseum de Silkeborg – où l'exemplaire d'origine est définitivement accroché tandis que l'installation du nouvel exemplaire dans le lycée d’Aarhus est inaugurée en présence de sa majesté la reine Margrethe II du Danemark. Wemaëre participe au tournage d'un film danois consacré au Long Voyage des deux artistes. Le souffle de l'amitié circule toujours en 2005, quand il fait déposer et restaurer la peinture murale L’Amitié, toute première collaboration avec Jorn en 1938. Près de soixante-dix ans plus tard, elle est enfin dévoilée au public à l’occasion d’une exposition présentée successivement à Copenhague et Silkeborg.
Entre-temps, un hommage lui est rendu en 2001-2002 à Angers pour son œuvre : plus de soixante peintures, pour la première fois, côtoient une vingtaine de tapisseries. Cette lumineuse juxtaposition proclame la spontanéité d’expression de Wemaëre, permanente, ouverte, sans entrave, qui s'inspire de la technique sans la subir. La liberté qu'il a su donner à ses tissages et la qualité de leur interprétation les rangent parmi les plus belles créations de la tapisserie au XXe siècle.
Au soir de sa vie, interrogé sur son œuvre, Wemaëre répond avec humilité : « C'est ma main qui peint. Guidée par quoi ? Je ne sais pas. Je ne suis pas intellectuel, je n’arrive pas à analyser. Tout ceci arrive sans que je me pose de questions. » Sa quête picturale est intacte et toujours très féconde : « Je peins de plus en plus vite, car je crée debout et je me fatigue ; ma matière est plus fluide, mes couleurs acides, jeunes, transparentes. » Le rayonnement de son œuvre ne cesse de s'étendre, les expositions se succèdent, en France et à l’étranger : les unes célèbrent son quatre-vingt-dixième anniversaire au Museum Jorn et à la Galerie Moderne Silkeborg, d'autres sont présentées à Art Paris, à la Kouros Gallery (New York), à la Guy Flichy Gallery (Greenwich (Connecticut), à Amsterdam, régulièrement à la galerie Guillaume, à Paris, et toujours au Danemark. Le tournage d'un film sur sa vie artistique s’achève à l’été 2009, tandis qu'il termine à l'automne une dernière série de grands formats : Akanakka. Actif jusqu’aux dernières heures, il s’éteint dans la maison familiale de Versailles quelques semaines plus tard.
Après sa mort, la galerie Guillaume et la Galerie Moderne Silkeborg lui rendent hommage. Le Lieu d'art et action contemporaine de Dunkerque présente la première rétrospective de son œuvre sur papier et le Museum Jorn, une rétrospective des tapisseries Jorn / Wemaëre. Bien connu des musées et collectionneurs danois, Pierre Wemaëre a désormais sa place dans les musées français les plus prestigieux. En 2012, des peintures et des œuvres sur papier de Wemaëre rejoignent les collections du Musée d'art moderne de la ville de Paris. Le centre Georges-Pompidou présente en 2013 une partie des œuvres entrées dans la collection du cabinet d’art graphique. Cette année-là marque le centenaire de sa naissance. Une exposition présentée à La Piscine de Roubaix puis à la Maison du Danemark, à Paris, commémore son amitié avec le Danois Asger Jorn. Une autre, au Musée de l'Hospice Saint-Roch d'Issoudun, en 2022, explore son dialogue singulier avec la nature.
La critique a salué l'« harmonie des contraires » qui en émane et cet « embrasement de la couleur » que soulignent une technique vibrante et un graphisme déchiré. Dans un travail patient et rigoureux de réappropriation de sa main, il produit le chaos, exprime les émotions qui l’habitent, joies, chagrins, tourments, contradictions, interrogations, illuminations inspirées d’où surgissent formes et créatures abstraites. Sans agressivité mais avec force. Ses orchestrations de couleurs, qui déterminent la forme et par là le contenu, sont d’un raffinement extrême. La gamme chromatique est bousculée et harmonieuse à la fois, le geste est sûr, ample ou délicat, la retouche bien détaillée, la matière choisie et travaillée[Interprétation personnelle ?]. Face au monde imaginaire de Wemaëre, le regard n'est pas perdu, l'esprit trouve des repères connus, voire intimes, comme si le peintre avait les clefs de l’univers impénétrable de nos sensations et de nos rêveries. Il n'infuse ni analyse interprétative ni théorie : il offre simplement son œuvre à celui qui la reçoit, pour le « bienfait de la contemplation ».
Artiste libre et indépendant, mu par un irrépressible besoin de peindre, expérimentant sans relâche, Pierre Wemaëre n’a jamais voulu adhérer à aucun mouvement. Son parcours échappe aux systèmes de la médiatisation du monde des arts. Il n'en demeure pas moins un acteur majeur de la scène artistique française du XXe siècle.

## Œuvre
L'œuvre de Pierre Wemaëre est extrêmement riche et varié, aujourd’hui dispersé dans le monde entier. La sélection présentée ci-dessous ponctue son parcours artistique et permet de se repérer au long de soixante-quinze années de peinture. Elle donne aussi un aperçu des titres attribués par Pierre Wemaëre lui-même.

### Peintures
- Un terme au parc, 1937, huile sur toile, 54 x 65 cm, Aarhus Kunstmuseum (Danemark).
- Composition aux végétaux, 1937, huile sur toile, 100 x 81 cm, Roubaix, La Piscine (illustration en ligne).
- Il ne triomphera pas, 1939, huile sur toile, 100 x 81 cm, 1939, collection privée.
- Paysage bleu, 1955, huile sur toile, 116 x 89 cm, Paris, musée national d’Art moderne, centre Georges-Pompidou (illustration en ligne).
- Le Masque furieux, 1958, huile sur toile, 100 x 81 cm, Melbourne, National Gallery of Victoria (Australie) (illustration en ligne).
- Esther, 1961, huile sur toile, 145 x 113 cm, Silkeborg, Museum Jorn (Danemark).
- La Foule en fleurs, 1963, huile sur toile, 166 x 131 cm, Paris, fonds national d’art contemporain (illustration en ligne).
- Adieux, 1973, huile et acrylique sur toile, 130 x 195 cm, Durbach, Hurrle Museum (Allemagne).
- Dans la couleur verte de l’herbe, toute rancune s’efface, 1981, huile et acrylique sur toile, 305 x 530 cm, Paris, musée d'Art moderne de la Ville de Paris (illustration en ligne).
- Protection hautaine, 1991, huile et acrylique sur toile, 258 x 208 cm, Silkeborg, Museum Jorn (Danemark).
- Dans l'ombre de la lumière, 1999, huile et acrylique sur toile, 100 x 73 cm, Angers, musée des Beaux-Arts.
- Akanakka no 16, 2009, huile et acrylique sur toile, 114 x 162 cm, collection privée.

### Œuvres sur papier
Les nombreux dessins de Pierre Wemaëre témoignent de l'ensemble de son œuvre, dès les premiers carnets de 1938 où il commence à développer un art graphique d’une extrême liberté dont il ne se départira jamais. Ce ne sont pas des esquisses préparatoires à ses peintures, mais des œuvres sur papier autonomes qui reflètent ses expérimentations – avec les couleurs comme avec les encres de Chine.
- Sans titre, lavis d’encre et gouache sur papier, 1938, Paris, musée national d'Art moderne, centre Georges-Pompidou (illustration en ligne).
- Sans titre, encre et gouache sur papier, 1963, Paris, musée national d'Art moderne, centre Georges-Pompidou (illustration en ligne).
- Sans titre, encres et crayons de couleur sur papier, 1974, Paris, musée d’Art moderne de la ville de Paris (illustration en ligne).

### Tapisseries
Voir « Inventaire des tapisseries » de Pierre Wemaëre publié dans catal. expo. Angers, 2001-2002, p. 91-95 :
- La Banderole, 1941, 275 x 80 cm, collection privée.
- Première rencontre, 1947, avec Jorn, 108 x 59 cm, Silkeborg, Museum Jorn (Danemark).
- Le Long Voyage, 1958-1960, avec Jorn, 180 x 1 400 cm, Silkeborg, Museum Jorn (Danemark) ; seconde édition, 2000, tissage Atelier 3 (Paris), Aarhus, Statsgymnasium (Danemark).
- Le Grand Mage, 1969, tissage Yvette Cauquil-Prince (Paris), 180 x 240 cm, Silkeborg, Museum Jorn (Danemark).
- Au cœur de la fête, 1987, tissage Atelier 3 (Paris), 200 x 270 cm, collection privée.
- Carnaval, 1997, tissage Atelier 3 (Paris), 248 x 345 cm, collection privée.

#### Dictionnaires thématiques
- Lydia Harambourg, L’école de Paris, 1945-1965. Dictionnaire des peintres, Neuchâtel, éditions Ides et Calendes, 1993.
- Jean-Pierre Delarge, Dictionnaire des arts plastiques modernes et contemporains, Paris, éditions Gründ, 2001 (version en ligne).

### Témoignages audiovisuels
- Émission « Suivez mon regard » (durée 20 min) : entretien de Kathrin Rousseau avec Pierre Wemaëre à l’occasion de l’exposition au musée Jean-Lurçat, à Angers, RFI Radio France Internationale, 23 mars 2002.
- Émission « En revenant de l’expo » (durée 20 min) : Élisabeth Couturier reçoit Pierre Wemaëre à l’occasion d’une exposition à la galerie Guillaume, à Paris, France Culture, 10 juillet 2007.
- Film de Dominique Rabourdin : Pierre Wemaëre, 1913-2010. Soixante-quinze ans de peinture (durée 18 min), 2009-2010.